# مور كول كوا لوان
مور کول کوا لوان (بالإنجليزية: Morkul - Kua - Luan)‏ روح الأعشاب الطويلة في أساطير استراليا، يصورون أنفه أشبه بالمنقار، وجفونه شبه مغمضة تحميه إذا ما انزلق في الحقول البرية.